# Rozen (Krøyer)
Rozen (Deens: Roser) is een olieverfschilderij van de Deense kunstschilder Peder Severin Krøyer uit 1893. Het toont zijn vrouw Marie, lezend in een ligstoel onder een bloeiende rozenstruik, geschilderd in een door het impressionisme beïnvloede stijl. Het werk bevindt zich in de collectie van het Skagens Museum te Skagen.

## Context
Eind jaren 1870 ontstond in de Deense plaats Skagen een kunstenaarskolonie, de Skagenschilders, die gaandeweg zou uitgroeien tot het belangrijkste centrum van de Scandinavische schilderkunst aan het einde van de negentiende eeuw. In eerste instantie schilderden de meeste leden in een realistische stijl, maar nadat Peder Severin Krøyer in 1882 vanuit Parijs in Skagen arriveerde, schakelden de meesten van hen over op het door hem geïntroduceerde impressionisme. Behalve door het impressionisme kwam Krøyer in Parijs ook onder de indruk van de opkomende kunst van de fotografie. In 1885 kocht hij zijn eerste camera en vanaf die tijd zou hij veelvuldig foto's als uitgangspunt voor zijn werken nemen. In 1885 schreef hij aan zijn familie: "Ik heb de camera ontvangen waarover ik jullie vertelde. Jullie zullen vast verrast zijn te horen dat ik een camera wilde hebben. Feit is dat het iets is wat veel kunstenaars tegenwoordig bezitten, met name op het vasteland, en het kan heel nuttig zijn voor het vastleggen van objecten, bewegingen of andere dingen zo slechts kort stil staan of zo zelden te zien zijn, dat het moeilijk is de tijd te vinden om ze te tekenen".

## Marie

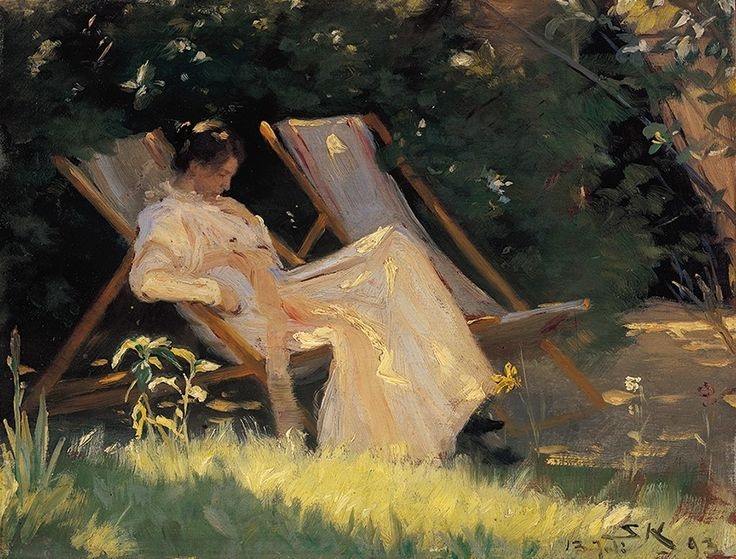
In de tuin (I haven), schets voor Rozen.

Marie Triepcke was een Duitse kunststudente die in 1888 naar Parijs trok om te studeren bij Alfred Philippe Roll en Pierre Puvis de Chavannes. Daar kreeg ze een verhouding met de zestien jaar oudere Krøyer, voor wie ze in 1887 al eens model had gestaan. Korte tijd later zouden ze trouwen en kregen een dochter. Vanaf 1891 werkten ze gedurende de zomers met de Skagenschilders. Van 1891 tot 1894 huurden ze gedurende de zomers een zomerhuis van Madame Bendsen in het gehucht Vesterby, aan het Zuiderstrand bij Skagen. Ze sloten zich aan bij de Skagenschilders, met wie Krøyer al eerder gewerkt had. Het waren de gelukkigste jaren uit hun huwelijk. Keer op keer portretteerde Krøyer zijn vrouw met zichtbare liefde, hetgeen ook tot uitdrukking komt in zijn Rozen. Na 1895 kreeg Krøyer steeds vaker last van depressies en uiteindelijk groeide het paar uit elkaar. Marie kreeg een relatie met Hugo Alfvén en in 1905 zouden ze scheiden.

## Afbeelding

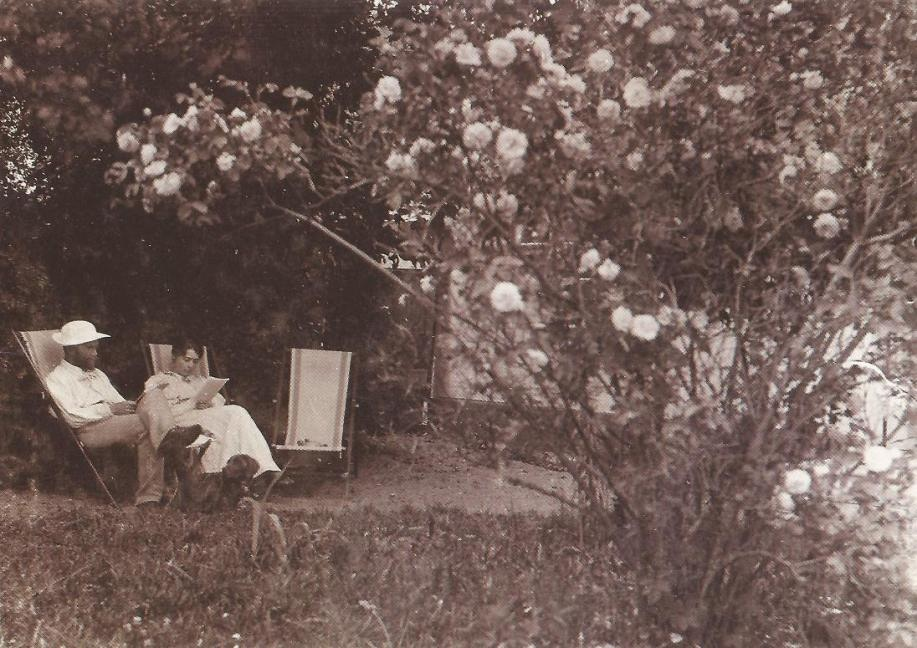
Foto van hetzelfde tafereel, met Krøyer.

Rozen laat duidelijk de invloed van het impressionisme zien, die Krøyer in Parijs had ondergaan, met name in de behandeling van licht en schaduw. Marie zit ontspannen de krant te lezen in een tuinstoel, genietend van de zomerzon. Aan haar voeten slaapt hun hond Rap, die ook op andere werken van Krøyer te zien is, onder andere op zijn bekende Zomeravond op Skagen. De stoel naast Marie is leeg en suggereert dat haar man zojuist nog naast haar heeft gezeten.
De voorgrond van het werk wordt gedomineerd door een grote bloeiende rozenstruik: de Alba Maxima. De Alba Maxima is een roos die een hele korte bloeitijd kent, maar een sterke zoete geur heeft. Het gezien kunnen worden als symbolisch voor hun huwelijksgeluk. Doorheen de rozen, op de achtergrond, is nog net het huis van Madame Bendsen te zien, dat de Krøyers toentertijd huurden.
Rozen lijkt "en plein air" geschilderd, maar is dat waarschijnlijk niet. In de Hirschsprungske Samling te Kopenhagen bevindt zich een sterk gelijkende foto van het afgebeelde tafereel, waarop ook Krøyer zelf te zien is. Het Skagens Museum bezit een schets van Marie, waarop Marie centraal doch verder nagenoeg identiek wordt afgebeeld. Het schilderij lijkt daarmee zorgvuldig voorbereid. Merkwaardig blijft de datering, op 13 juli 1893, die samenvalt met de late bloeiperiode van de Alba Maxima in noordelijke streken. Die datering doet vermoeden dat foto, schets en het uiteindelijke werk als hier besproken allen in een bijzonder korte tijd moeten zijn ontstaan. Denkbaar is echter ook dat het schilderij later werd voltooid en dat Krøyer het werk anti-dateerde om het gebruik van de foto te maskeren.